# Хомяков Віктор Олександрович
Ві́ктор Олекса́ндрович Хомяко́в — солдат Збройних сил України, учасник російсько-української війни, що загинув у ході російського вторгнення в Україну в 2022 році.

## Життєпис
Віктор Хомяков народився 26 жовтня 1992 року в селі Іванчуківка Ізюмського району Харківської області. Навчався в загальноосвітній школі сусіднього села Липчанівка. Після закінчення 9-го класу здобув фах повара-кондитера в Ізюмському професійному ліцеї. Оселився в місті Ізюм на Харківщині. 2018 року Віктора Хомякова призвали на строкову службу до лав ЗСУ. Службу проходив у м. Рубіжне Луганської області. Під час військової служби здобув професію кінолога–дресирувальника. Після демобілізації в 2019 році привіз зі служби з собою собаку вівчарку, яка через вік закінчила службу в Збройних силах. Працював за кордоном у Польщі. Одружився в 2020 році.
З початком широкомасштабного військового вторгнення РФ в Україну пішов на фронт добровольцем. Військову службу проходив у складі 92-ї окремої механізованої бригади імені кошового отамана Івана Сірка. Коли й де загинув — невідомо.
Прощання із загиблим воїном проходило 6 квітня 2022 року біля Української православної церкви у місті Решетилівка на Полтавщині.

## Родина
У воїна залишилися дружина (разом з 2020 року), мати та молодша сестра, які лишилися в селі Бабенково Ізюмського району.

## Нагороди
- орден За мужність III ступеня (2022, посмертно) — за особисту мужність і самовіддані дії, виявлені у захисті державного суверенітету та територіальної цілісності України, вірність військовій присязі[6].